# Biebermark

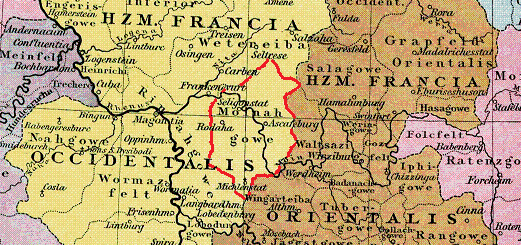
Lage des Maingaus um das Jahr 1000

Die Biebermark (auch: Biegermark) war eine Markgenossenschaft im Maingau.

## Status
Die Biebermark war kein politisches Gebilde, sondern als Markgenossenschaft ein Zusammenschluss der zwölf Dörfer, um das umliegende Gebiet zu bewirtschaften. Die Dörfer gehörten politisch und verwaltungstechnisch verschiedenen Landesherren und Ämtern an. Diese Landesherren waren je nach Zeitpunkt zum Großteil die Herren von Eppstein, der Kurfürst von Mainz, die Herren von Falkenstein und die Grafen von Isenburg. Der Oberhof der Biebermark war in Bieber.
Südlich grenzte das Gebiet der Rödermark an.

## Dörfer

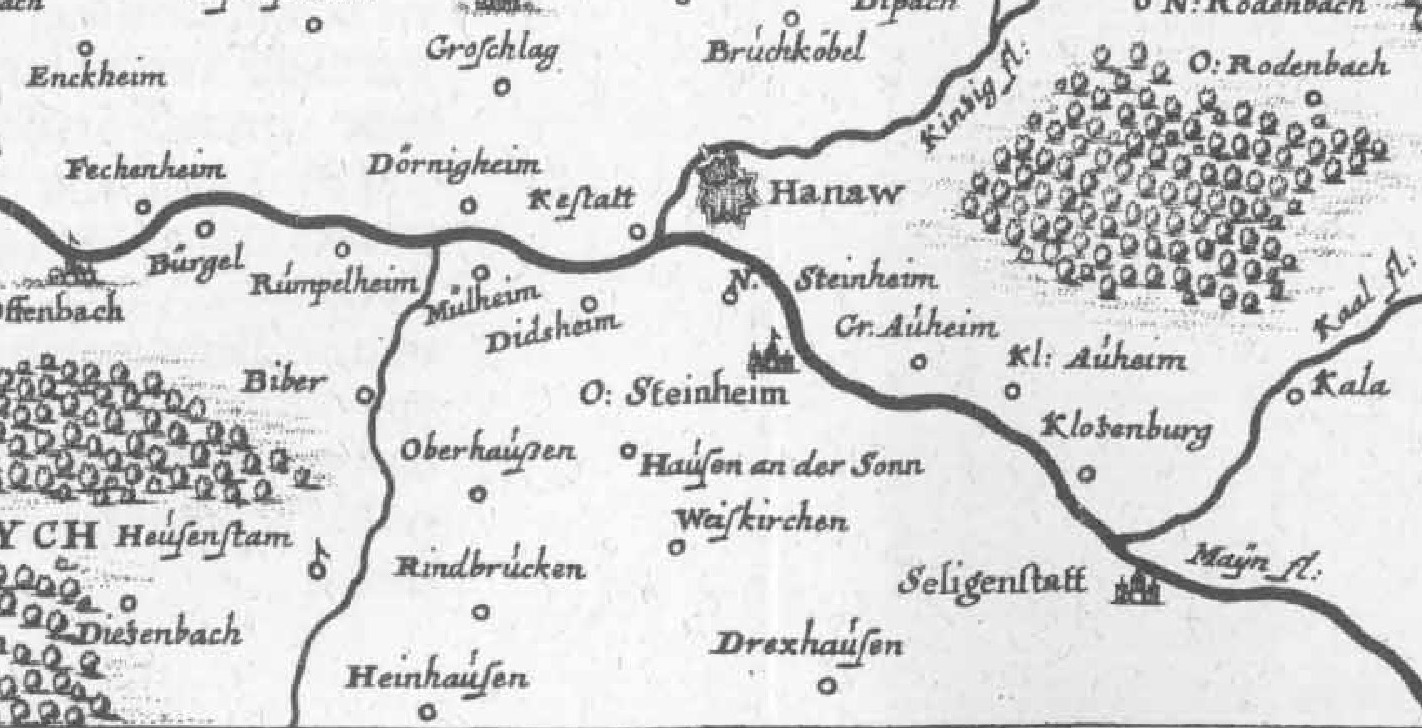
Die Dörfer der Biebermark auf einem Stich von Matthäus Merian

Folgende zwölf Dörfer gehörten der Biebermark an:
- Bieber (heute zur Stadt Offenbach am Main)
- Bürgel (heute zur Stadt Offenbach am Main)
- Dietesheim (heute zur Stadt Mühlheim am Main)
- Hausen (heute zur Stadt Obertshausen)
- Heusenstamm
- Lämmerspiel (heute zur Stadt Mühlheim am Main)
- Obertshausen
- Offenbach
- Meielsheim (später wüst geworden)
- Mühlheim
- Rembrücken (heute zur Stadt Heusenstamm)
- Rumpenheim (heute zur Stadt Offenbach am Main).

## Märkergericht

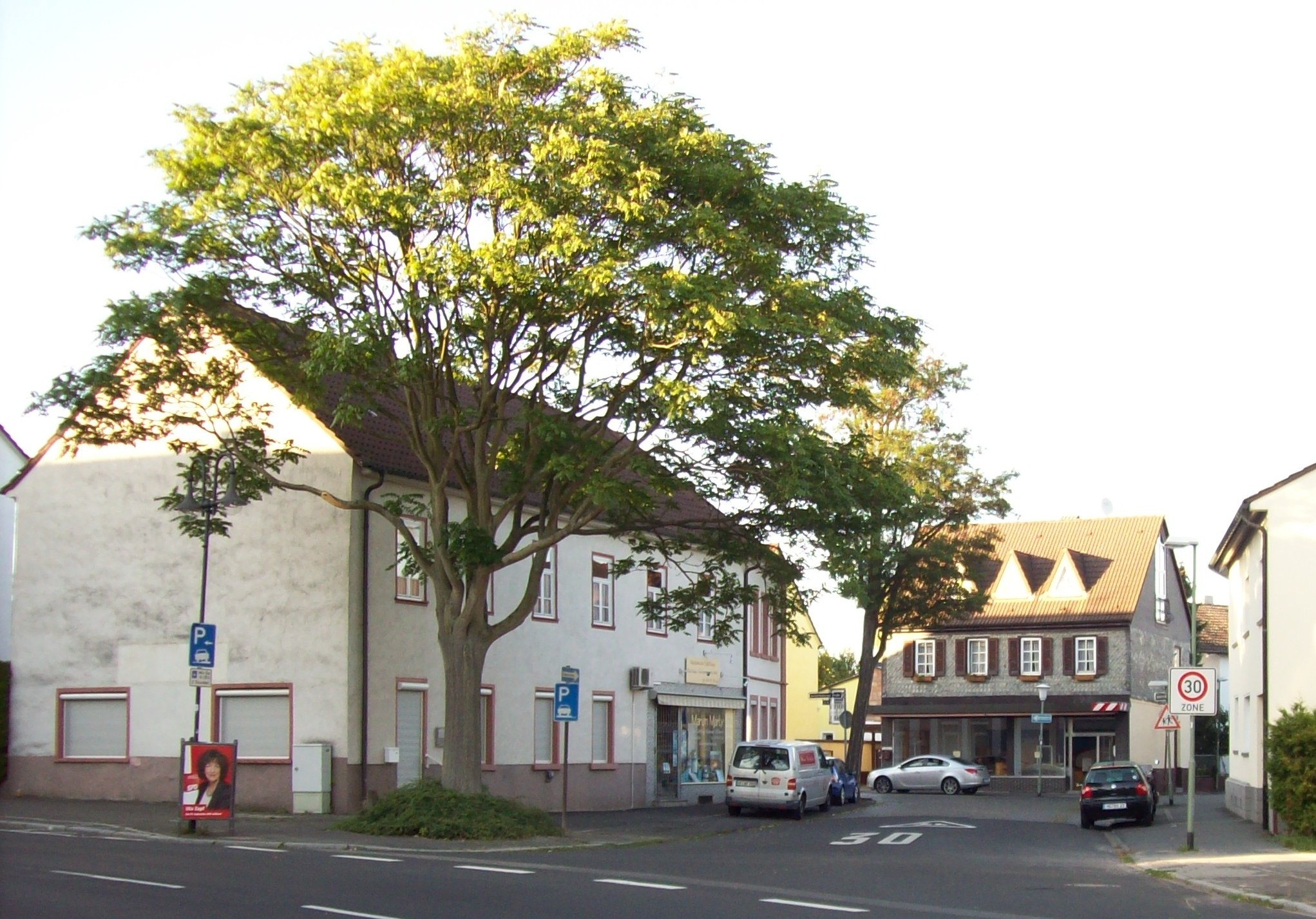
Früherer Platz des Märkerdings an der Hauptstraße in Bieber

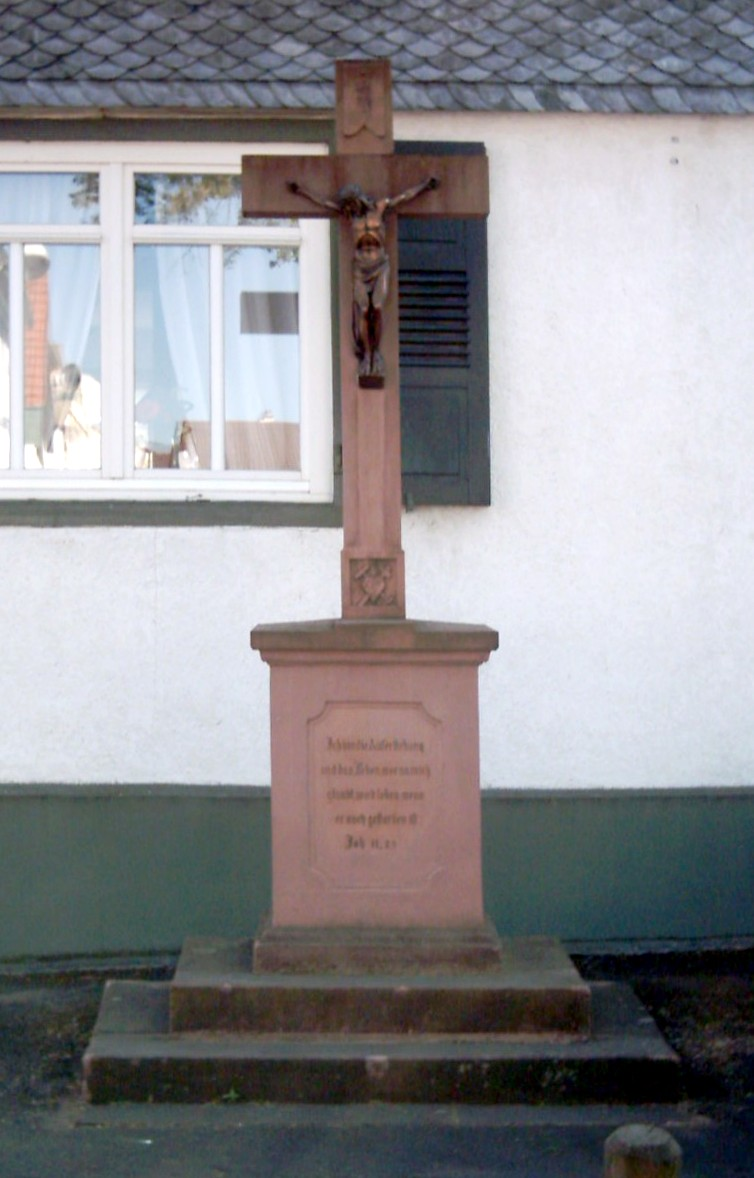
Steinkreuz in der Bieberer Oberhofstraße

Oberste Instanz der Biebermark war das in Bieber „bei der Pforte beim Schlag unter der Linde“ abgehaltene sogenannte „Märkerding“. Der Platz dieses „Märkerdings“ befand sich an der alten Bieberer S-Kurve, wo der Name der früheren Lindenmühle und der Straße „In den Lindengärten“ (früher Lindengässchen) noch bis in die heutige Zeit an die frühere Gerichtslinde erinnert. Hier war bis ins 19. Jahrhundert der einzige Durchgang durch die Bieberer Ortsmauer, daher der Ausdruck „bei der Pforte“. Der „Schlag“ bezeichnet einen Schlagbaum, bei dem früher Zölle erhoben wurden. Ein Steinkreuz, das sich dort befand, wurde im 19. Jahrhundert in die Bieberer Oberhofstraße versetzt, wo es noch heute steht.
Alle Orte außer Rembrücken waren mit einem Schöffen beim Märkerding vertreten. Offenbach stellte zwei Schöffen. Unter der Gerichtslinde stand nach alten Aufzeichnungen auch ein Schöffenstuhl. Die Schöffen und der Markmeister nahmen auf Steinen unter der Linde Platz, während der Vertreter des Obervogtes (später der Amtmann von Steinheim) sich auf einem Stuhl niederließ. Der Schöffe von Rumpenheim rief das Friedgebot aus:
„Ihr sollet verbiethen, daß keiner dem anderen in sein Wort falle, es geschehe denn mit Erlaubnis. Ihr sollet verbiethen alle unverkohrene Worte, daß keiner dem anderen Drang oder Zwang thue; ihr sollet erlauben das Recht, draüber Fried und Bann thun, wie es von Alters herkommen ist.“
Hier wurde Gericht gehalten, das heißt, alle auf dem Gebiet der Biebermark begangenen Frevel wurden verhandelt und der Markmeister für ein Jahr gewählt. Auch der dem Markmeister unterstellte Meisterknecht wurde so gewählt. Alle sonstigen Markangelegenheiten konnten ebenfalls zur Sprache gebracht werden.
Am Bieberer Kerbdienstag kamen die Hirten aus der Mark auf dem heutigen Bieberer Ostendplatz (früher Marktplatz) zusammen um ihr Werkzeug überprüfen zu lassen und ihre Erfahrungen auszutauschen.

## Markrechte

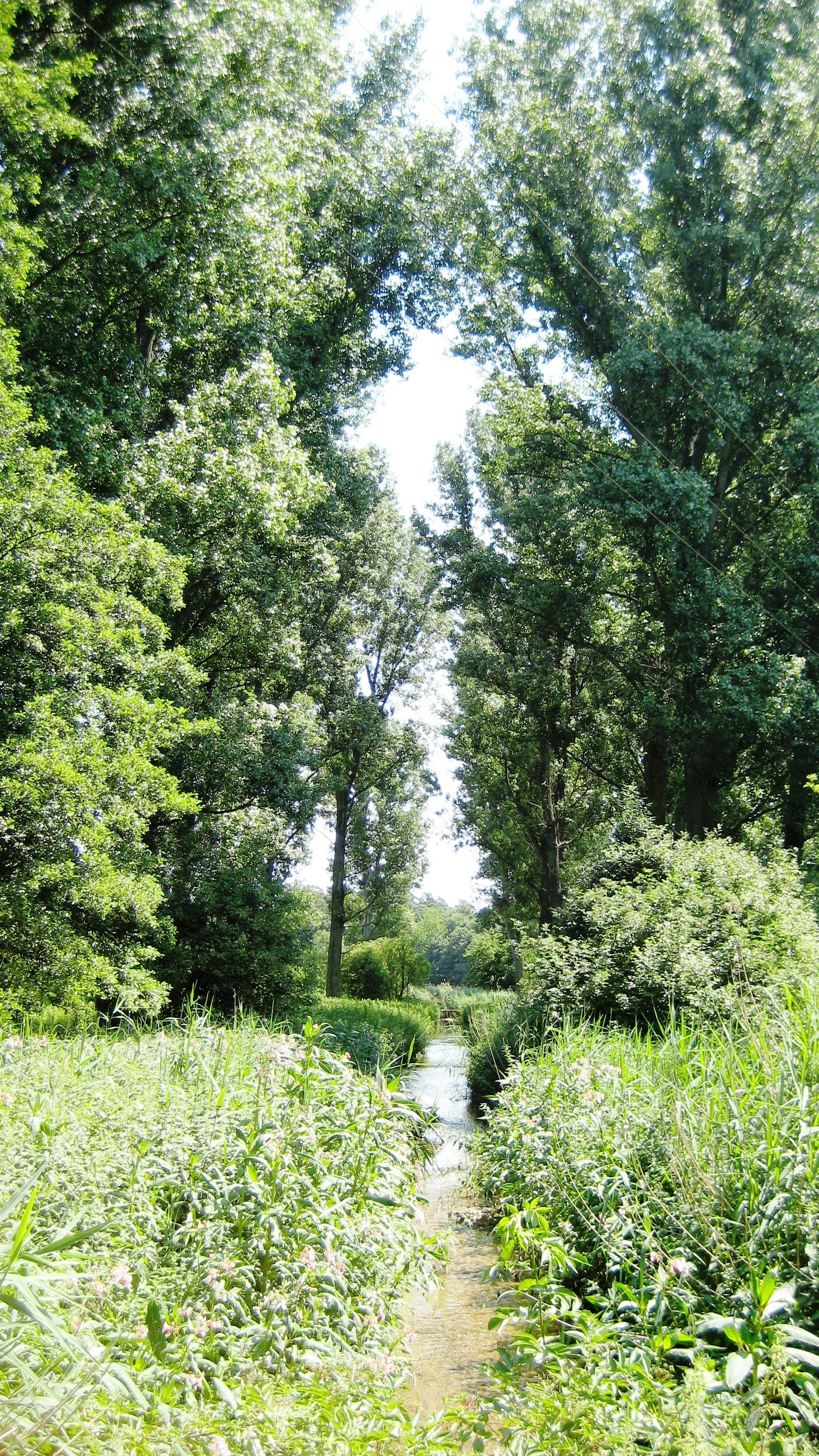
Das Fischen in der Bieber war den Märkern vorbehalten

Im Weistum der Biebermark werden die Rechte der Märker festgeschrieben:
Dort wird besagt, dass die Märker der der Biebermark angeschlossenen zwölf Dörfer ungeschränktes Verfügungsrecht über das Markeigentum besaßen. Markeigentum war zum Beispiel der Wald und alles was der Wald einschloss (daher auch der Begriff des Markwaldes), die Steinbrüche am Bieberer Berg und die Lehmkauten (daher die Flurbezeichnung Auf die Leimenkaute am Bieberer Waldeck). Darin war allerdings nicht das Jagdrecht inbegriffen, da die umliegenden Wälder dem Wildbann Dreieich angehörten, in denen der König das Jagdrecht besaß.
„Wir wissen uff unsern Eid Bibermark Wald, Wasser und Weide den Märkern zu rechtlichen eigen und han die von niemand Lehen, weder von Konige odir von Kaisern, noch von Burgern odir Steden“.
Märker (Markgenosse) konnte nur sein, wer eines Märkers Kind war, ein auf Markboden aus Markholz erbautes Haus bewohnte und 32 Morgen Feld und Wiesen sein Eigen nannte.
Aber auch die Rechte zum Fischfang in dem, früher wohl mehr Wasser als heute führenden, Bieberbach waren den Märkern vorbehalten. „Wir wissen, daß die Biebra die Bach als frei ist, daß ein jeglicher Märker drin mag fischen gehen“. Die Fließkraft des Wassers jedoch gehörte dem jeweiligen Landesherren. Daher waren die Mühlen an den die Mark durchfließenden Bächen im Besitz der jeweiligen Landesherren und wurden von diesen verpachtet.
Durch die Markmeister wurden später diese Fischereirechte verpachtet. Besonders beliebt waren die in der Bach gefangenen Flusskrebse. Wegen der Fischereirechte kam es zwischen Mäkern und der Herrschaft in Heusenstamm sogar zu einem Prozess.

## Geschichte
Bereits in einer Schenkungsurkunde an das Kloster Lorsch aus dem Jahr 766 wird eine Bellinger Mark im Maingau erwähnt. Dieser Mark gehören auch die Orte der späteren Biebermark an. Im Laufe der Zeit verlieren sich die Hinweise auf diese Bellinger Mark. Sie scheint später in die Klein-Auheimer-, Steinheimer- und Biebermark aufgeteilt worden zu sein. Dieses Gebiet bildete später das Vogteiamt Steinheim. Die letzte Erwähnung dieser Bellinger Mark stammt aus dem Jahr 868.
Die erste schriftliche Aufzeichnung über die Biebermark ist das Weistum aus dem Jahr 1385. Aus der Zeit vorher sind in aus dem Maingau fast keine schriftlichen Aufzeichnungen vorhanden. Die Biebermark ist demnach im Zeitraum zwischen 868 und 1385 aus der Bellinger Mark hervorgegangen.
Es gibt Schriften, in denen anstelle von Biebermark der Begriff Biegermark verwandt wird. Es ist nicht eindeutig geklärt, woher dieser Begriff stammt. Es gibt in Bürgel und Rumpenheim einige Flurstücke und andere Bezeichnungen, die das Wort Bieg tragen. Wahrscheinlich wurde früher der Mainbogen als das Bieg bezeichnet. Es ist also möglich, dass ursprünglich dieser Name verwandt wurde, aber später durch den ähnlich lautenden Begriff Bieber ersetzt wurde, da hier auch der Oberhof der Biebermark war.

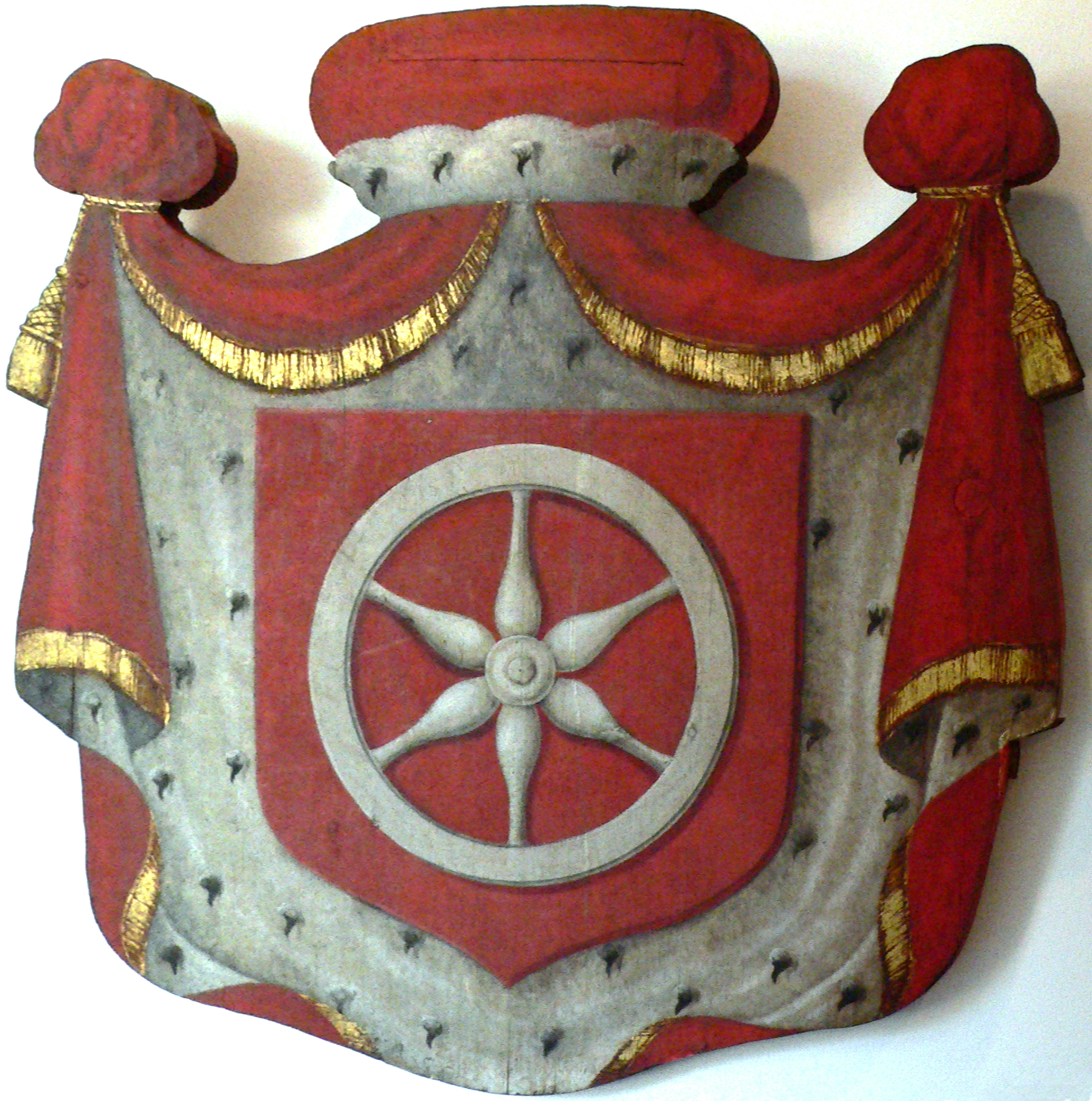
Kurmainzische Wappentafel

Die Mark wurde nach außen vom gewählten Obervogt vertreten. Bis 1418 war dies der Graf von Falkenstein. Nach dem Aussterben dieses Geschlechtes ging das Amt des Obervogtes an den Grafen von Isenburg über. Jedoch wurde der Isenburger Graf 1517 auf dem Wahlding abgesetzt, nachdem er sich für den Bau seines Schlosses in Offenbach Holz in der Biebermark fällen ließ. Neuer Obervogt wurde der Kurfürst von Mainz, welcher sich schon früher darum bemüht hatte Obervogt der Biebermark zu werden.

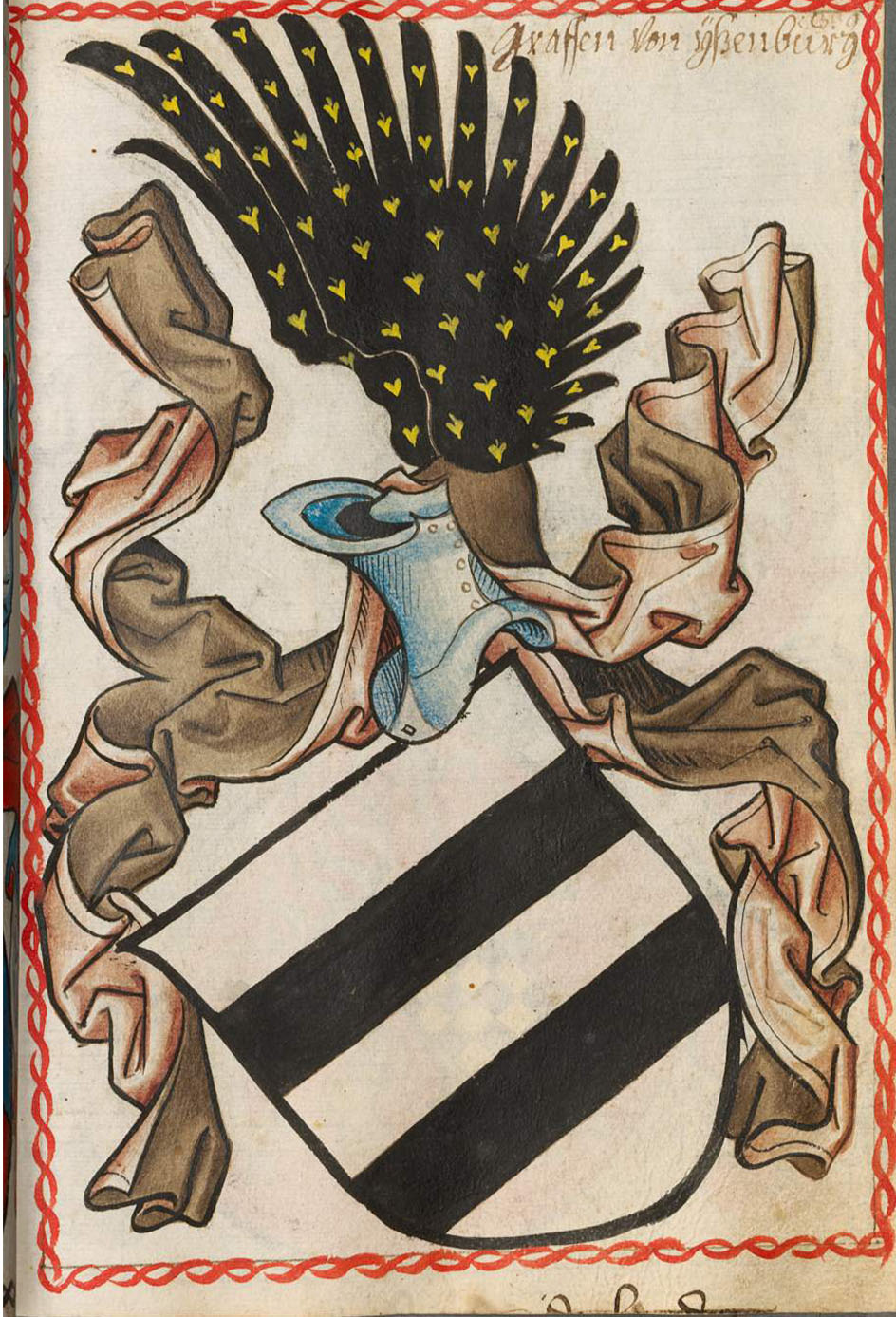
Wappen der Isenburger Grafen

Nach der Säkularisation des Kurfürstentums Mainz 1803 erhielt Hessen-Darmstadt mit dem mainzischen Oberamt Steinheim die dazugehörige Biebermark und die Schutzvogtei.
Im 19. Jahrhundert wurde zunehmend danach gedrängt, die alte Mark aufzulösen, da in den vergangenen Jahren chaotische Zustände herrschten. Der Wald wurde von den Märkern immer stärker ausgeplündert, ohne dass aufgeforstet wurde. Reisende aus dieser Zeit berichteten über ein „Sibirien“ mitten in Deutschland.
Nach schwierigen und länger dauernden Verhandlungen wurde die Biebermark 1819 aufgelöst. Das noch 9846 Morgen umfassende Markgebiet wurde unter den der Mark angehörenden Gemeinden, sowie der damals noch selbständigen Gemarkung Patershausen aufgeteilt. Aus dieser Zeit stammt im Wesentlichen der heutige Zuschnitt der Gemarkungsgrenzen. Die Grenzstraße in Offenbach z. B. hat ihren Namen von der Gemarkungsgrenze zwischen Bürgeler und Offenbacher Gemarkung an dieser Stelle. Die Offenbacher Gemarkung ging einst nur bis an den Hainbach, das dahinter gelegene Markgebiet zwischen Bieberer Gemarkung und Hainbach wurde zwischen Bürgel und Offenbach geteilt. Das Gebiet, welches Bieber zugeschlagen wurde, wurde planmäßig aufgeforstet und bildet den nach Obertshausen zugewandten Bieberer Wald.
Dass die Biebermark als freies Eigentum der Markgenossen so lange Zeit Bestand hatte, verdankte sie offensichtlich der Tatsache, dass die ihr angehörenden Dörfer unterschiedlichen Herrschaften angehörten. Diese wachten eifersüchtig darüber, dass kein anderes Herrscherhaus zu viel Macht über die Genossenschaft an sich riss. Und so ist es auch keiner Herrschaft gelungen, die Biebermark komplett in sein Herrschaftsgebiet einzugliedern, wie dies bei den anderen Markgenossenschaften des Rodgaus der Fall war.